# История Улан-Удэ
История Улан-Удэ
Общепринятой датой основания ясачного зимовья считается 1666 год. В некоторых источниках датой основания указывается октябрь 1665 года, до ледостава реки Селенги.

## XVII век
Весной 1666 года на высоком правом берегу, у слияния рек Уды и Селенги, отрядом служилых людей под командой Гаврилы Ловцова и Осипа Васильева было построено зимовье для сбора ясака с местного тунгусского населения (так как с бурят-монгольского ясак не взимался). Однако, об этом событии имеется лишь отписка приказчика Селенгинского острога Осипа Васильева о постройке зимовья енисейскому воеводе Василию Голохвастову, и до 1677 года других документальных свидетельств о существовании здесь какого-либо поселения нет.
Известно, что летом 1675 года через устье Уды, не упоминая о существовании зимовья, проезжал в Китай царский посланник Николай Спафарий, в своих отписках в Москву предлагавший построить в устье Уды острог.
Удинский острог был построен в 1677—1680 годах приказчиком Селенгинского острога томским сыном боярским Иваном Поршённиковым.
С 1680 года через Удинский острог начинают проходить русские торговые караваны в Китай. Острог прикрывал от наступлений кочевников с юга и запада долину реки Уды, по которой пролегал основной путь в Нерчинский край, и стал главным местом хранения товаров и формирования караванов, отправлявшихся в Нерчинск.
C этого времени Удинский острог входит в состав Иркутского воеводства и управляется назначенными воеводой приказчиками. С 1688 года становится пригородом (пригородком) Селенгинского острога.
С 1686 по 1689 год укрепление неоднократно осаждалось бурятами и монголами.
В 1689 году на месте первоначального малого острога по приказу Фёдора Головина двумя полками московских стрельцов (полковники П. Грабов и А. фон Шмаленберг) был построен новый, значительно расширенный, острог — град Удинский.
В 1692 году Избрант Идес, находившийся в Удинске, описал сильное землетрясение. Это наиболее раннее документально зафиксированное землетрясение в Забайкалье.
В 1696 году стрельцы Удинского, Селенгинского и Ильинского острогов подняли бунт против иркутского воеводы Афанасия Савёлова, так называемый «Бунт заморских стрельцов».
В 1696 году была построена деревянная Спасская церковь.

## XVIII век

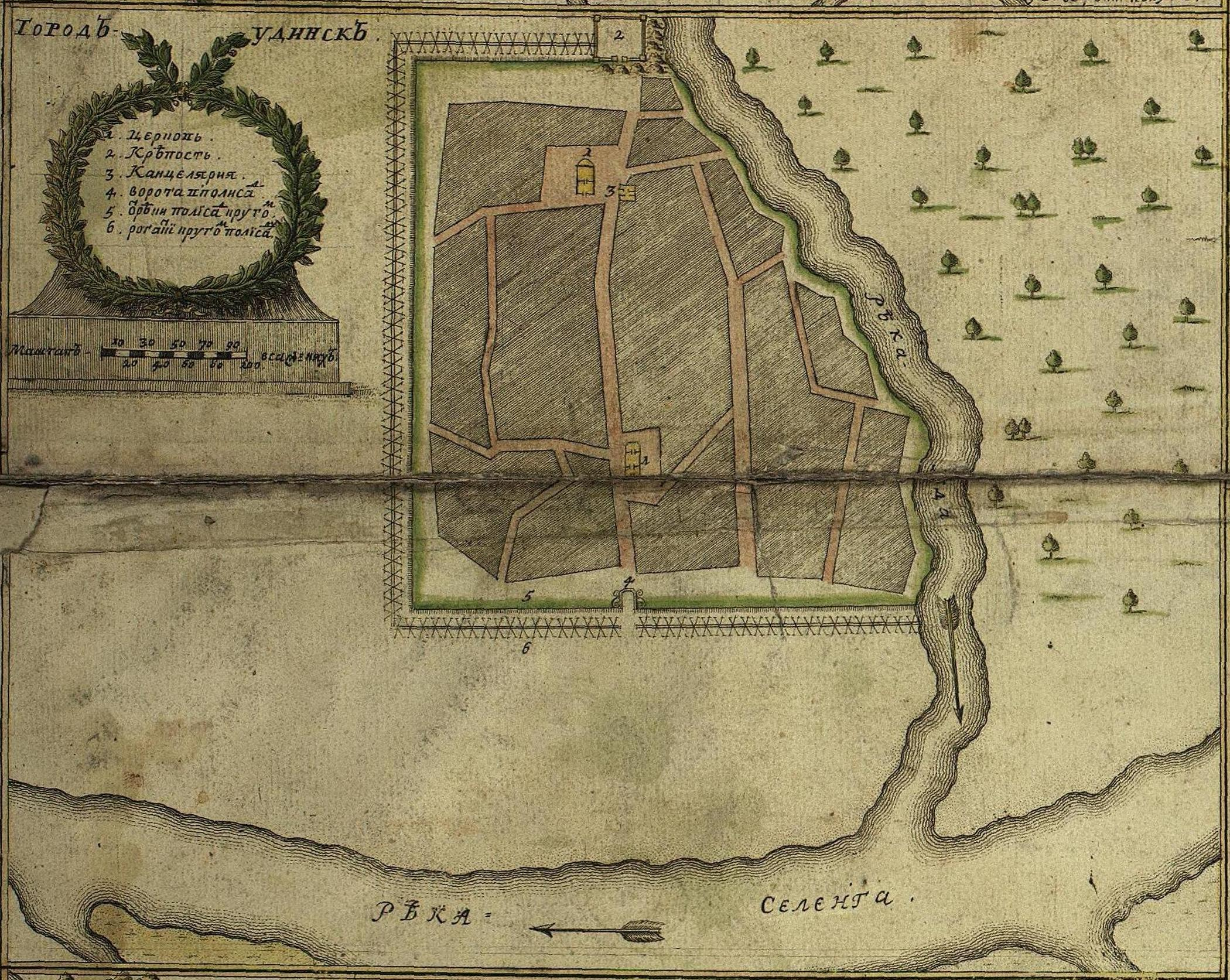
План города. 1730 год.

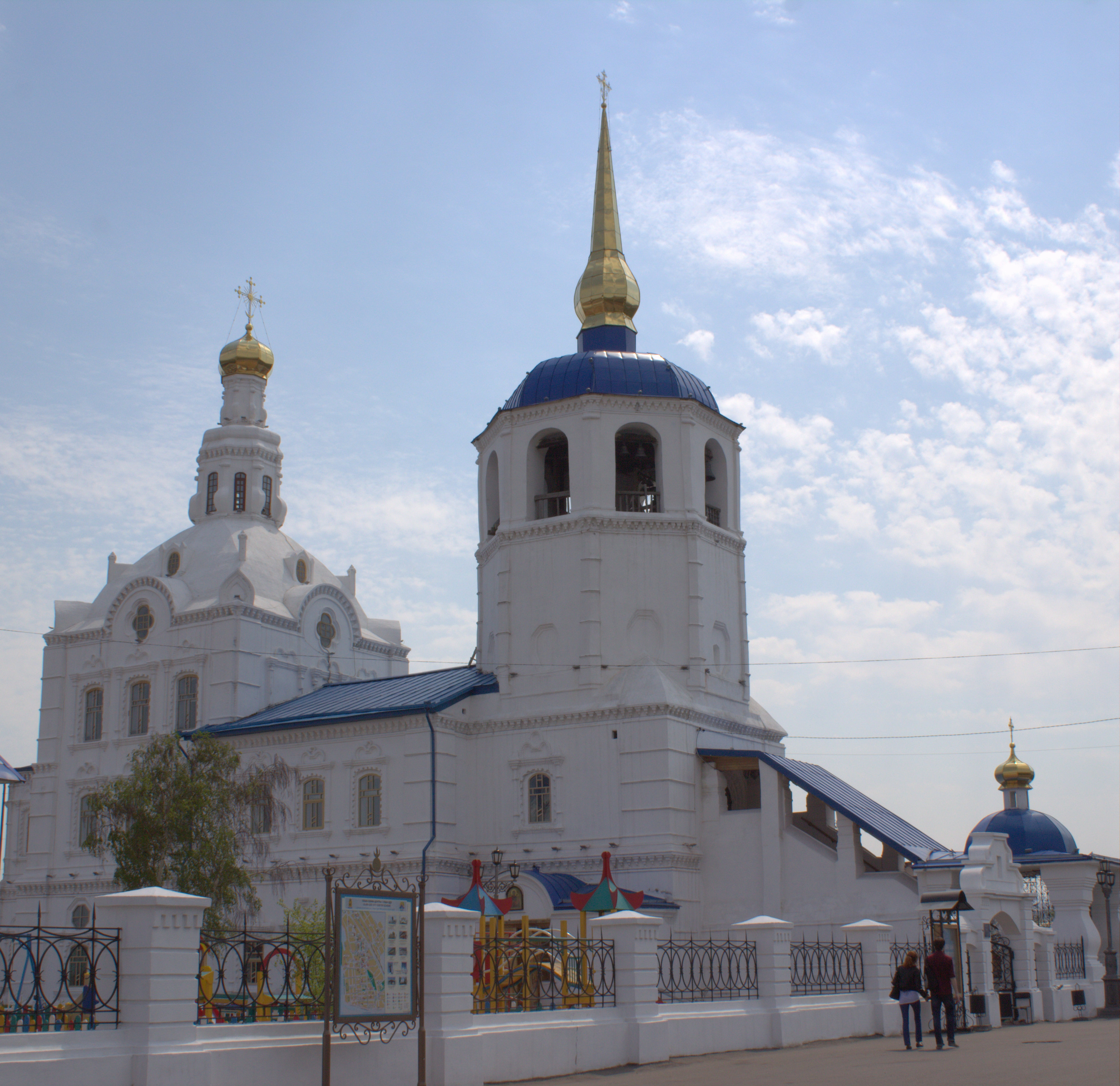
Свято-Одигитриевский собор.

В «Ведомости сибирских городов» 1701 года Удинск перечислен среди острогов Иркутского уезда. В 1710-е годы идёт интенсивное развитие слобод.
26 мая 1720 года через Удинск проследовало посольство Л. В. Измайлова, в составе которого находился шотландский врач и путешественник Джон Белл.
В 1724 году освящается церковь во имя апостолов Петра и Павла.
В 1730-е годы Удинск переименован в Верхнеудинск, чтобы не путать с другим одноимённым городом Иркутского уезда — Удинском, позже переименованным в Нижнеудинск.
В 1733 году по «государеву указу» устанавливается почтовая служба до Селенгинска и Нерчинска. В Верхнеудинске произошло сильное наводнение.
В 1741 году началось строительство Одигитриевского собора — первого каменного здания в городе.
Указом Его Императорского Величества от 14 марта 1758 года Селенгинское правление духовных дел переведено из Верхнеудинска в Троицкий Селенгинский монастырь.
C 1768 года два раза в год (с 15 февраля по 15 марта и с 15 июня по 15 июля) в Верхнеудинске проводятся ярмарки. Город постепенно превращается в основной торгово-перевалочный центр Западного Забайкалья. Оборот ярмарки в отдельные годы достигал полумиллиона рублей, а число торгующих доходило до 1000 человек.
В 1770 году был разработан первый план застройки Верхнеудинска.
В 1772 году сформирована Удинская городовая казачья команда. В 1783 году она была переименована в Верхнеудинскую городовую казачью команду.
В 1775 году Верхнеудинск становится центром Удинской провинции, а в 1783 (1785?) году — уездным городом Иркутского наместничества с магистратским управлением. Городу подчиняются Ильинская, Кабанская, Селенгинская и Кяхтинская земские избы.
В 1783 году появилась городовая управа во главе с городничим. Первым городничим Верхнеудинска стал надворный советник И. А. Сеннов.
Появляется Заудинская казачья слобода. Возникают кустарные мастерские, мыловаренные, салотопенные, мукомольные заводы. Главным занятием горожан остаётся торговля и перевозка товаров, огородничество и хлебопашество.
В 1786 году началось строительство каменной Спасской церкви вместо ранее построенной деревянной. Строительство завершилось в 1800 году.

### Герб Верхнеудинска

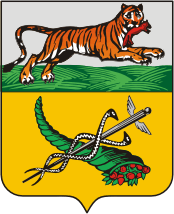
Герб города Верхнеудинска

Герб Верхнеудинска Иркутского наместничества (1782—1803) утверждён Высочайшим Указом Екатерины II 26 октября 1790 года. До 1920 года являлся официальным гербом Верхнеудинска.
Описание герба: «Щит разделён на две части: в верхней герб Иркутский. В серебряном поле щита бегущий тигр, а во рту у него соболь. В нижней части, в золотом поле, Меркуриев жезл и рог изобилия, в знак того, что в городе происходит знатный торг и условия о торге». По геральдическим правилам в верхней половине герба должно было находиться изображение герба губернского города, а в нижнем — эмблема подчинённого города.
В 1791 году было построено деревянное здание Гостиного двора на 40 лавок.
13 февраля 1793 года открылось первое в Забайкалье и на Дальнем Востоке малое народное училище, с первыми 35 учениками.
В 1795 году в городе появляется первый частный каменный дом, принадлежащий купцу Адреяну Титову.
В 1798 году началось строительство каменной Троицкой кладбищенской церкви.

## XIX век

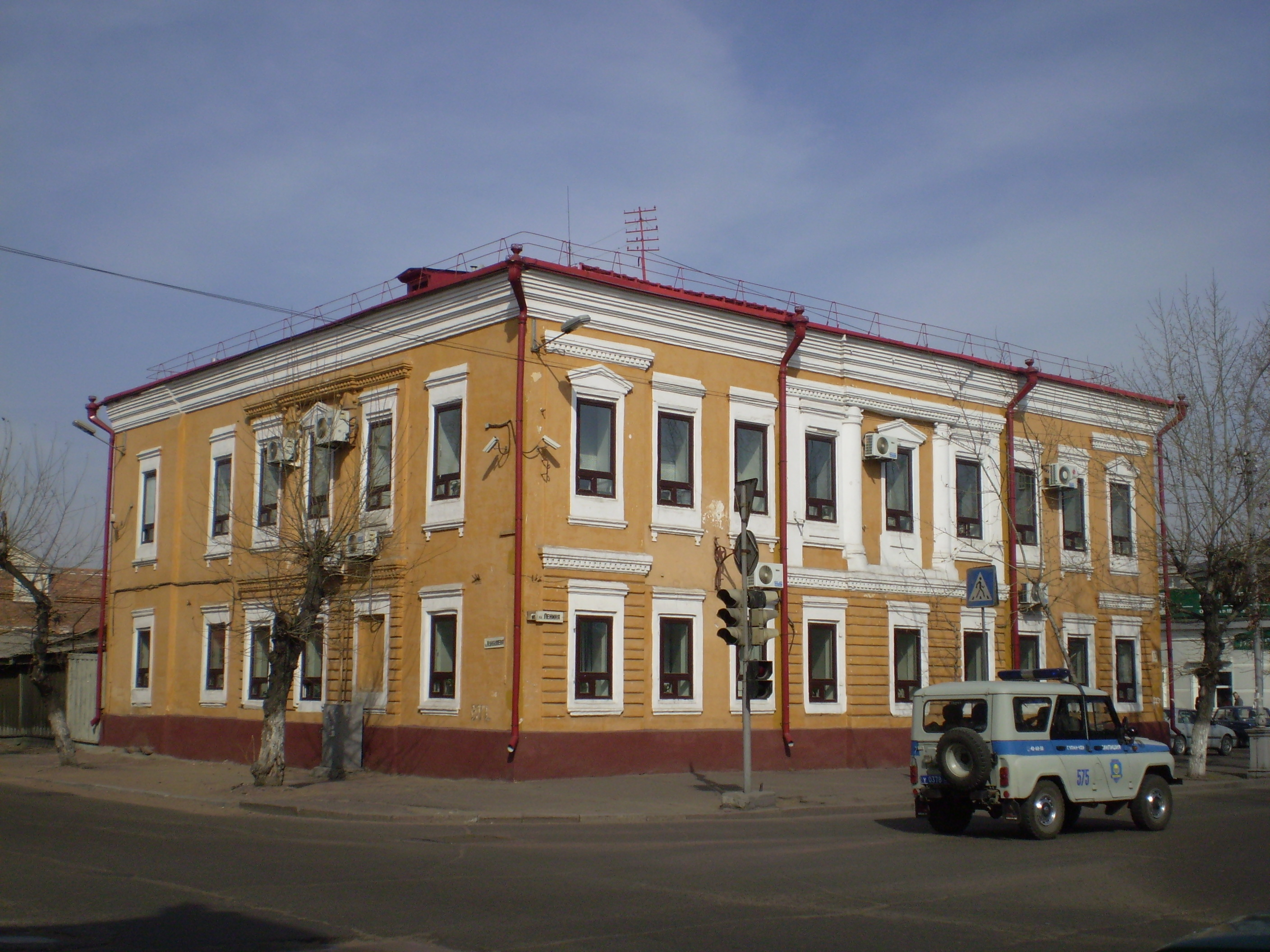
Дом мещанина Д. М. Пахолкова (ул. Ленина, 13). С конца XIX века в этом здании размещалась Полицейская управа.

В 1804 году началось строительство каменных Гостиных рядов.
22 июля 1806 года народное училище преобразовано в Верхнеудинское уездное училище.
В 1809 году завершилось строительство Троицкой церкви. В Заудинскую слободу перенесена Вознесенская церковь.

### 1810-е
К 1810 году в Верхнеудинске насчитывалось 19 улиц, из них 12 в городе, 6 за рекой Удой и одна в слободе за рекой Селенгой. В городе застройка состояла из 6 церквей и часовен, 19 казённых и общественных зданий и 469 жилых домов, в которых проживало около 3,5 тыс. жителей. Каменными были: три церкви, одна часовня, четыре казённых здания, шесть купеческих особняков. Под строениями было занято всего 1,7 % от всей городской земли.
В 1816 году принят новый проект застройки Верхнеудинска. 2 мая 1816 года в городе начала работать первая пожарная часть.
В 1817 году с ростом постоянной лавочной торговли ярмарочная торговля, проводившиеся с 1768 года два раза в год, сохранилась только в зимнее время с 15 января по 1 марта.
С 1813 года по 1818 год в городе в должности исправника работал известный исследователь севера Сибири М. М. Геденштром.

### 1820-е
В 1822 году построен первый мост через реку Уда на средства купца первой гильдии М. К. Курбатова. Мост был плавучим, поэтому прослужил недолго.
24 января 1827 года на поселение в Верхнеудинск приехал ссыльный декабрист А. Н. Муравьёв.
В 1827 году издан указ об учреждении в Верхнеудинске из ссыльных ремесленного дома.

### 1830-е
В 1830 году зарегистрировано сильное наводнение. Также большие наводнения отмечались в 1854 и 1864 годах.
6 сентября 1830 года через Верхнеудинск из Читинского острога в Петровский Завод прошла первая партия декабристов. Вторая партия прошла через Верхнеудинск 8 сентября.
3 июня 1803 года на собрании купцов и богатых мещан Верхнеудинска было принято решение о строительстве каменного Гостинного двора. Строительство началось в 1804 году и продолжалось с большими перерывами. В конце 1825 года была построена южная и западная часть здания и, наконец, в 1856 году строительство было закончено — количество купеческих лавок возросло до 110. Гостиный двор построен по проекту иркутского губернского архитектора А. И. Лосева.
Численность купцов в Верхнеудинске
| Годы               | 1784 | 1798 | 1800 | 1806 | 1808 | 1812 | 1816 | 1823 | 1830 | 1835 | 1840 | 1845 | 1850 | 1854 |
| ------------------ | ---- | ---- | ---- | ---- | ---- | ---- | ---- | ---- | ---- | ---- | ---- | ---- | ---- | ---- |
| Численность купцов | 398  | 221  | 218  | 256  | 243  | 173  | 148  | 71   | 75   | 51   | 46   | 53   | 62   | 86   |

Розничная торговля в Верхнеудинске
| Годы             | середина 1820-х | 1833 | 1840 | 1851 | 1856 |
| ---------------- | --------------- | ---- | ---- | ---- | ---- |
| Количество лавок | 40              | 75   | 78   | 73   | 110  |

### 1840-е
18 апреля 1840 года в больнице Верхнеудинска умер ссыльный декабрист Я. М. Андреевич. По данным П. Т. Трунёва («Декабрист Я. М. Андреевич»//Бурят-Монгольская правда. 1924, 25 декабря) Я. М. Андреевич умер 20 апреля от цинги.
В 1846 году начал работать стекольный завод купца Курбатова. На заводе работало 22 человека. Стоимость продукции достигала свыше 10 тысяч рублей в год.

### 1850-е
В 1851 году Верхнеудинск становится административным центром Верхнеудинского округа Забайкальской области. В городе 499 домов, лавок — 75, жителей — 3746 чел.
В 1856 году временный купец третьей гильдии А. А. Паув открыл в городе гостиницу — первую в Забайкалье.

### Климатические наблюдения
Метеорологические наблюдения в Верхнеудинске начали проводиться с января 1835 года. Сведений о местонахождении метеостанции с 1835 по 1838 год не сохранилось. С 1847 года по февраль 1851 года метеонаблюдения проводились по ртутному и спиртовому термометру, установленному на северной стороне дома на высоте 7,6 м над уровнем земли.
С 1886 года метеонаблюдения начали проводиться при местном уездном училище (ныне ул. Коммунистическая, 16).
| Показатель                                     | Янв.   | Фев.   | Март | Апр. | Май  | Июнь  | Июль  | Авг.  | Сен. | Окт.  | Нояб. | Дек.  | Год   |
| ---------------------------------------------- | ------ | ------ | ---- | ---- | ---- | ----- | ----- | ----- | ---- | ----- | ----- | ----- | ----- |
| Средняя температура, °C                        | −17,44 | −13,17 | −5,8 | 1,36 | 7,29 | 13,29 | 16,27 | 14,51 | 7,81 | −0,18 | −9,3  | −15,1 | −0,04 |
| Источник: Веселовский О. С. "О климате России" |        |        |      |      |      |       |       |       |      |       |       |       |       |

В таблице приводятся среднемесячные температуры по данным наблюдений с 1835 по 1838 год. Данные переведены на новый календарный стиль.

### 1860-е
В 1860 году было учреждено женское училище 2-го разряда (с 1904 года преобразованное в Верхнеудинскую женскую гимназию).

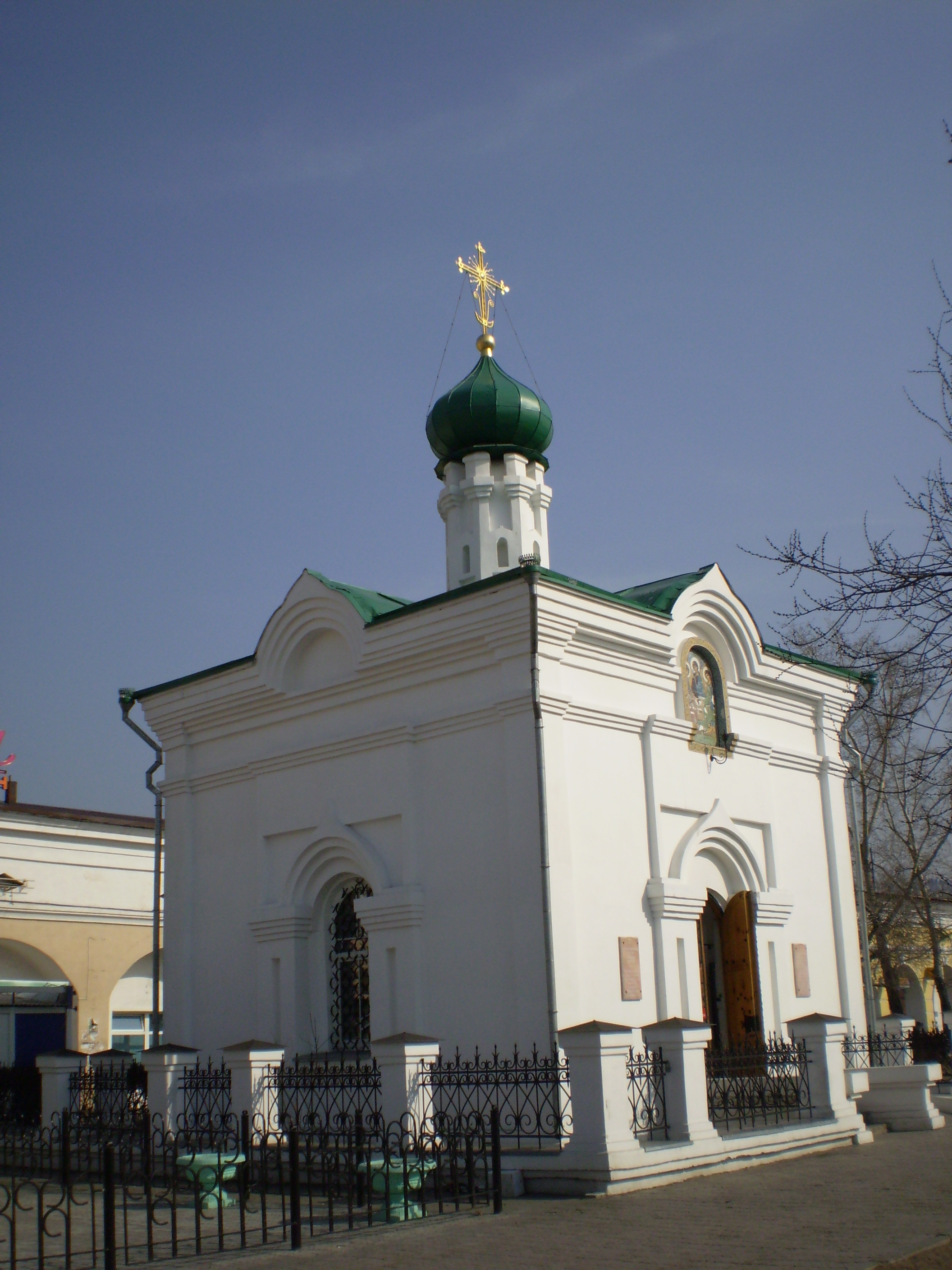
Часовня во имя Святителя Иннокентия Иркутского Чудотворца. Построена в 1830 г. на средства купца Я. А. Немчинова, снесена в 1930 г., восстановлена в 2003 г.

В новогоднюю ночь с 31 декабря на 1 января (по новому стилю с 11 на 12 января) 1862 года на Байкале произошло Цаганское землетрясение, от которого падали трубы домов, лопались стёкла, в каменных зданиях образовались трещины.
В 1863 году на реке Селенге появился первый пароход. В 1867 году городская Дума планирует построить мост через Селенгу.
Сильные наводнения в 1867, 1869, 1872 годах. C 1875 по 1880 год для защиты от наводнений из брёвен был построен вал шириной три сажени.
14 декабря 1867 года в Верхнеудинске открылась первая бурятская женская школа. В 1869 году создана гражданская больница на 40 коек. Штат состоял из врача, двух фельдшеров и 14 человек обслуживающего персонала.
С 1833 по 1867 гг. число зданий города увеличилось с 451 до 617.

### 1870-е

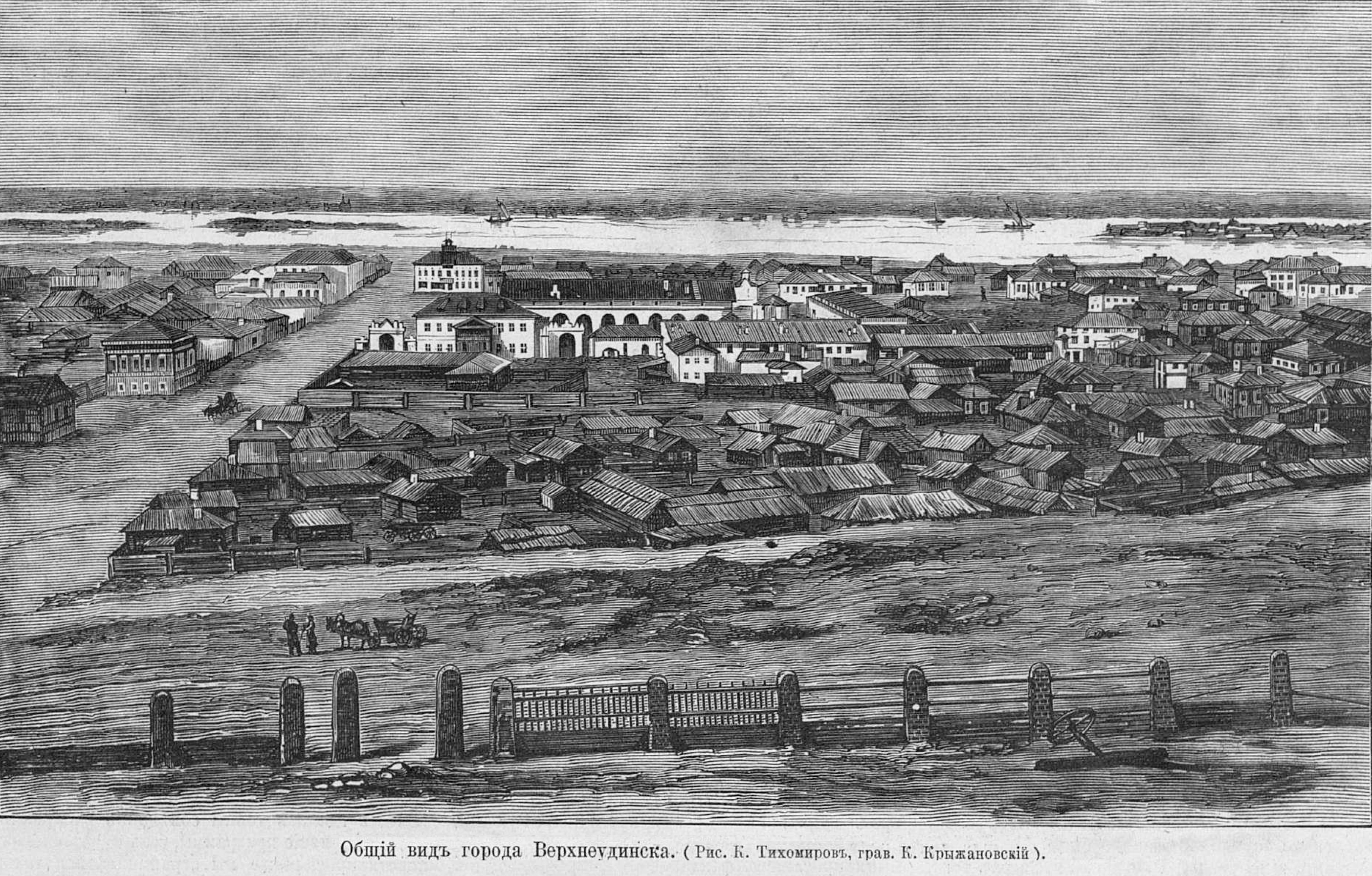
Верхнеудинск до пожара, 1878 год

20 февраля 1871 года произошло сильное землетрясение.
В июне 1873 года через Верхнеудинск проехал великий князь Алексей Александрович.
9 ноября 1875 года по Городовому положению (от 12 июня 1870 года) создана Верхнеудинская городская управа, избрана первая Городская Дума. Городским головой избран купец I гильдии И. П. Фролов.
С 1877 по 1885 год строится новая каменная тюрьма на 440 заключённых. Стоимость строительства составила 200 тысяч рублей. Она стала лучшей тюрьмой в Сибири.
Пожар 10 июня 1878 года уничтожил 75 % зданий города. Пожар начался в усадьбе полицейского надзирателя Гордона. Основной причиной был назван поджог сеновала. Во время пожара утонуло 2 человека.
В 1879 году в учебных заведениях города (уездном и приходском училищах, женской прогимназии) обучалось 177 детей.

### 1880-е
К 1880 году в городе работало пять мелких предприятий: мыловаренный, кожевенный и три салотопенных завода. На них работало всего 19 рабочих. Ремесленным производством занималось 338 кустарей-одиночек. Вся промышленность города производила продукции на 20 тысяч рублей.
В 1881 году в городе прошёл Учительский съезд. 1 ноября 1881 года по инициативе Н. С. Нелюбова начала работать первая публичная библиотека. Её фонд состоял из 800 книг, пожертвованных купцом Меньшиковым и приобретённых на аукционах. К 1908 году в библиотеке было 4200 томов 3015 названий и числилось 167 читателей.
22 августа 1882 года открылся городской общественный банк. Первым директором банка стал купец 2-й гильдии Пётр Васильевич Гирченко — отец историка В. П. Гирченко.

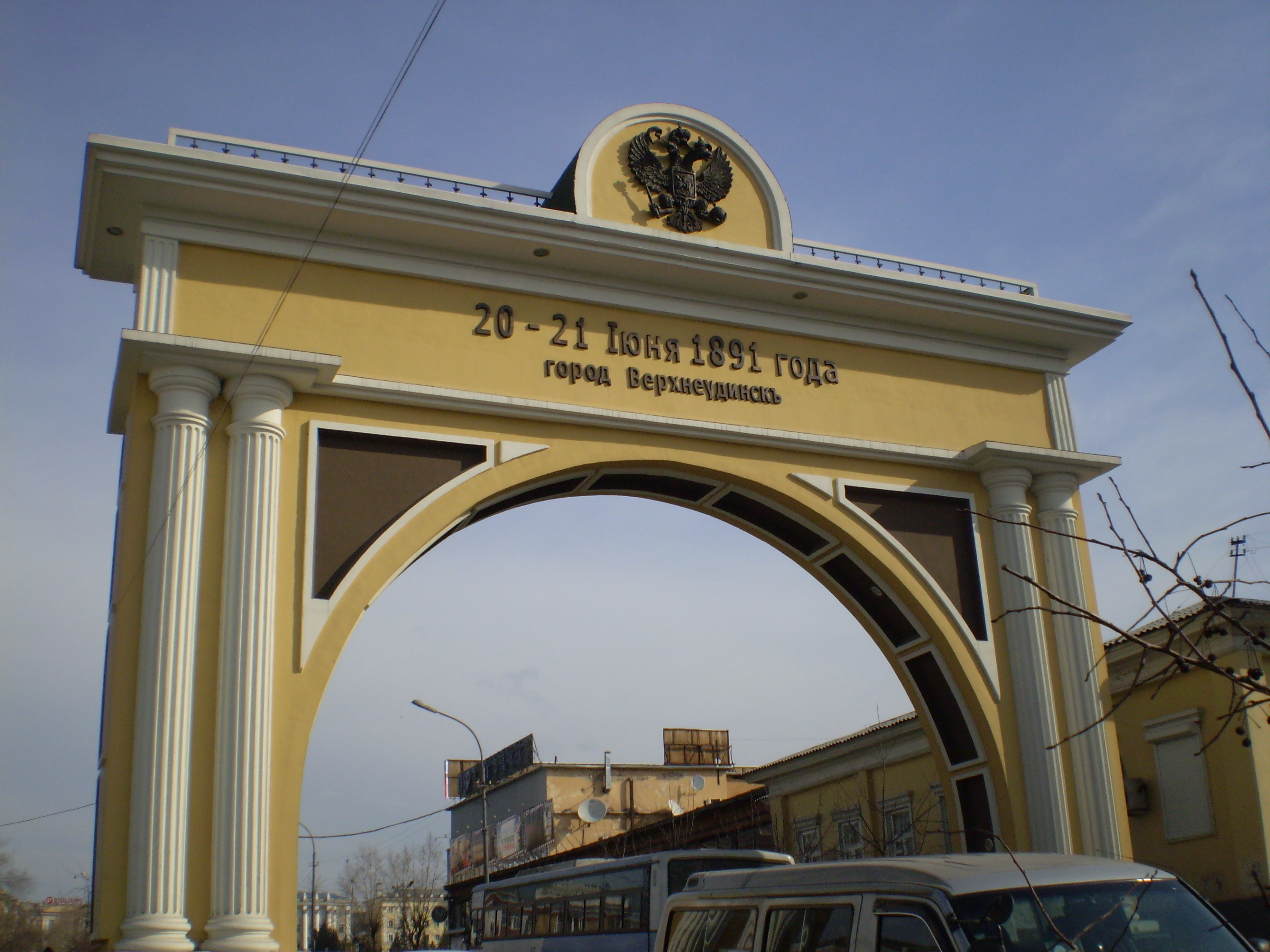
Арка, построенная в честь визита цесаревича Николая Александровича. Реконструкция.

### 1890-е
20—21 июня 1891 года через город проехал цесаревич Николай Александрович. К встрече была построена деревянная арка по проекту Николая Августовича Паува. На арке было написано «Его Императорскому высочеству Государю Наследнику Цесаревичу Николаю Александровичу», а с другой стороны была написана дата визита «20—21 июня 1891 г., г. Верхнеудинск». Арку снесли в 1936 году и восстановлена в 2006 году.
В 1892 году в городе появились биржевые извозчики, начало работать Общество трезвости — одно из первых в Сибири.
С 1893 по 1895 год в Верхнеудинске жил ссыльный народоволец М. А. Кроль.
В 1894 году на время действия Верхнеудинской ярмарки открывается Верхнеудинское отделение Государственного банка. 1 января 1895 года открылась сберегательная касса при почтово-телеграфном учреждении. В 1898 году открылось отделение Русско-Азиатского банка.
8 сентября 1895 года в Верхнеудинске началось строительство железной дороги. Строительство участка дороги Мысовая — Верхнеудинск завершилось в 1899 году. 15 августа 1899 года на станцию Верхнеудинск прибыл первый поезд. Городская управа «покорнейше просила» горожан «украсить свои дома днём флагами, а вечером иллюминировать». 3 января 1900 года началось регулярное железнодорожное сообщение по Забайкальской железной дороге. На станции Верхнеудинск к 1900 году было построено крупное паровозное депо. Станция стала основным железнодорожным узлом Западного Забайкалья.
30 июля 1899 года на должность городского головы избран купец П. Т. Трунев.

## XX век

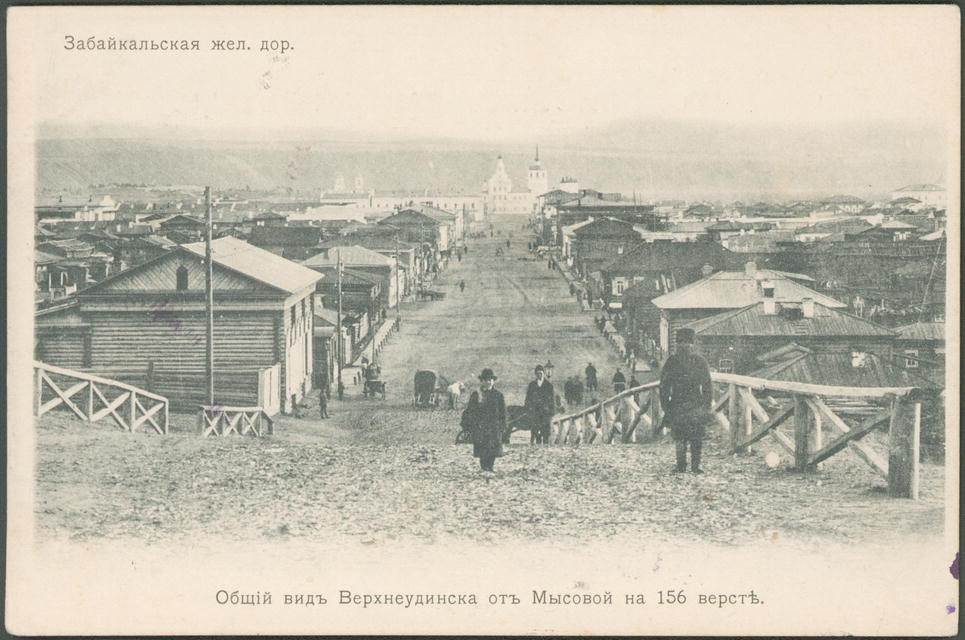
Улица Николаевская (Большая). Современная улица Ленина — центральная улица города.

### 1900—1905
В 1901 году построена телеграфная линия Верхнеудинск — Горячинск. В 1902 году эта линия продлена до Баргузина.
В 1902 году открылось отделение Русско-Китайского банка.
1 мая 1904 года рабочие в лесу провели первомайскую массовку.
В 1904 году на Большой улице построено депо добровольного пожарного общества.
В связи с начавшейся войной с Японией открылся лазарет Красного Креста для оказания медицинской помощи солдатам Восточно-Сибирского стрелкового полка. Всего в Верхнеудинске во время войны находилось 4 учреждения Красного Креста: Пермский, Одесский, Болгарский и Верхнеудинский лазареты.
В 1904 году в Заудинском предместье началось строительство церкви во имя Архангела Михаила.
В 1905 году на берегу реки Уды заложен городской сад. Начала работать «Первая Забайкальская осветительная компания». Компания построила на Набережной Уды электропаровую станцию мощностью 120 кВт. Здание электростанции не сохранилось.

### Революция 1905 года
В январе 1905 года начала издаваться газета «Верхнеудинский листок» под редакцией народовольца Л. Ф. Мирского. За статьи революционного характера газету закрыли через год.
15 февраля (по новому стилю) студенты Восточного института составили резолюцию. 6 марта студентам института объявлена телеграмма исполняющего должность Приамурского генерал-губернатора генерала М. С. Андреева о прекращении занятий в Восточном институте.
8 апреля рабочие депо станции Верхнеудинск провели демонстрацию с экономическими требованиями.
1 мая главный начальник тыла армии генерал Надаров издал приказ о введении военного положения в Забайкальской области.
28 октября на станции Верхнеудинск начались выступления в рамках Всероссийской железнодорожной забастовки 1905 года. К стачке присоединились рабочие-строители из Нижней Берёзовки. 4 ноября на Почтамтской улице (в настоящее время улица Линховоина) состоялась демонстрация, в которой участвовало 3 тысячи человек. В конце ноября был создан смешанный стачечный комитет из 15 человек, куда вошли железнодорожники, работники связи, приказчики и др. Комитет установил 8-часовой рабочий день, взял в руки управление железной дорогой, проводил митинги и собрания. Комитет создал вооружённую рабочую дружину из 400 человек.
В конце ноября началась почтово-телеграфная забастовка. В середине декабря созданы дружины самообороны. 14 декабря (по новому стилю) верхнеудинские учителя присоединились к Всероссийскому Учительскому союзу и избрали бюро местного отделения союза. 19 и 20 декабря местная социал-демократическая организация провела манифестации.

1 января 1906 года «Верхнеудинский листок» писал: 
сберегательная касса осаждается вкладчиками, которые спешат вынимать свои вклады, усумнившись в кредитоспособности правительства
.
9 января (по старому стилю) 1906 года прошёл митинг в память о «кровавом воскресенье».
В середине января в Верхнеудинске прошёл учительский съезд, на котором участвовало до 60 делегатов. 20 января (по новому стилю) Верхнеудинская городская дума начала издавать газету «Верхнеудинская Конституционная газета».
12 февраля состоялась публичная казнь рабочих-железнодорожников: Гольдсобеля, Гордеева, Шульца, Милютинского, Медведникова.

### 1906—1909
В 1906 году построен деревянный 9-пролётный мост арочного типа через реку Уду. Проект моста бесплатно разработал инженер Ю. Н. Эбергардт. Средства на возведение моста, в размере 30 000 рублей, выделил купец Пётр Аввакумич Фролов.
Открылось реальное училище. Женская прогимназия преобразована в гимназию. Началось издание газеты «Прибайкалье».
В 1907 году началось строительство мечети и католического костёла.
В 1908 году на Большой улице (ныне ул. Ленина) запрещено строительство деревянных домов.
В 1908 году открылась еврейская школа.
В 1909 году в доме купчихи Т. Борисовой (ул. Ленина, 25) её сын открыл электротеатр «Иллюзион». С 1918 года — кинотеатр «Золотой рог». До начала 2010-х годов — кинотеатр «Эрдэм».

### 1910-е
К 1910 году в городе работало 3 лечебных заведения на 115 коек и 3 аптеки.
В 1910 году в Верхнеудинск передислоцирован 5-й Сибирский железнодорожный батальон из расформированной Уссурийской железнодорожной бригады.
В сентябре 1910 года начал работать стекольный завод А. К. Кобылкина.
В 1911 году открылась еврейская школа.
В 1912 году в городе появился первый автомобиль, начала действовать телефонная связь, работало 14 фабрик и 4 паровые мельницы.
В 1913 году по инициативе рабочего железнодорожного депо Г. И. Камынина было организовано всесословное кооперативное общество «Экономия».
В январе 1914 года в Верхнеудинске состоялся съезд кооператоров Западного Забайкалья, на котором было создано Прибайкальское торгово-промышленное товарищество кооперативов «Прибайкалсоюз».

### Первая мировая и гражданская война

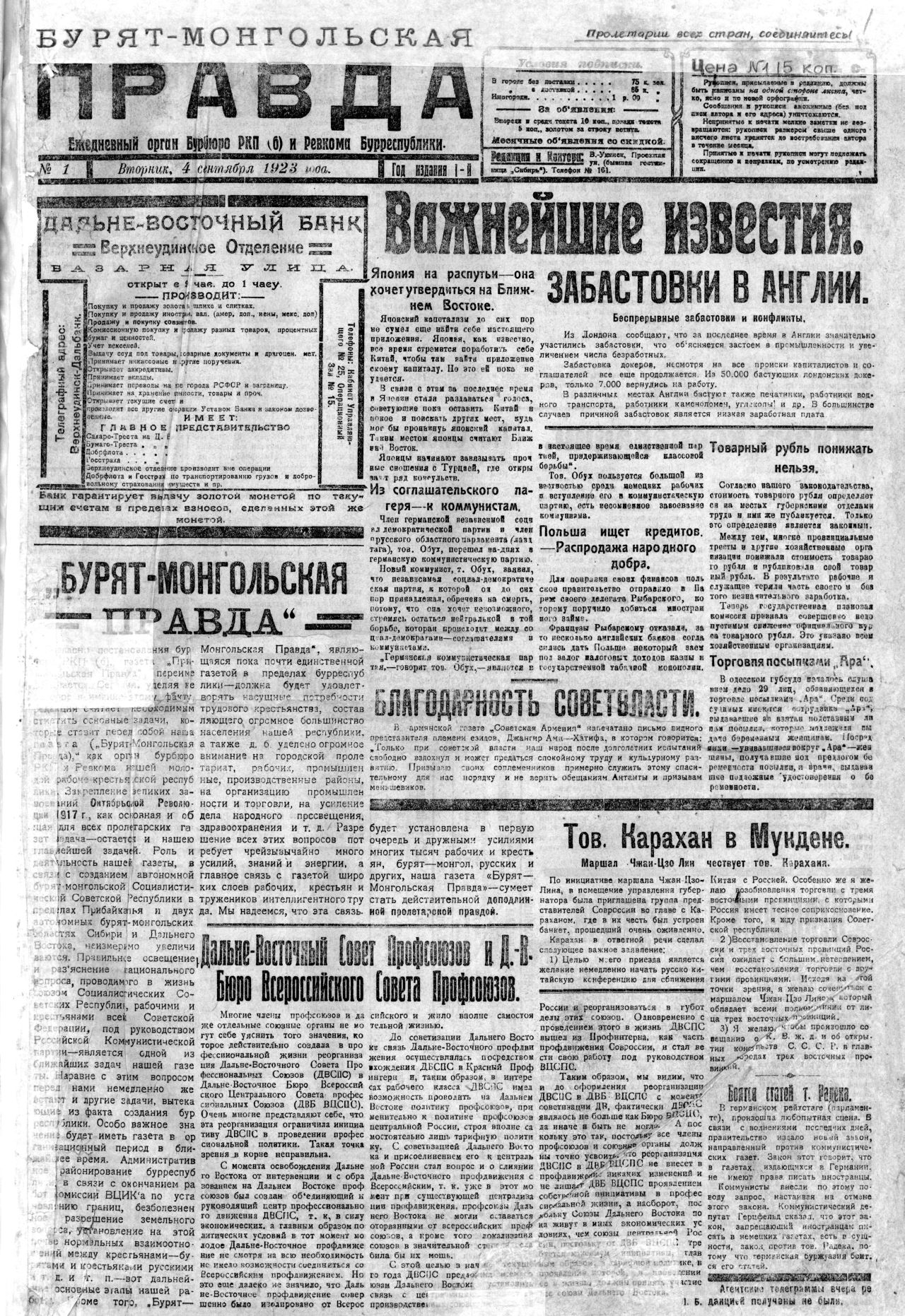
Газета «Бурят-Монгольская Правда». 4 сентября 1923 года.

Во время Первой мировой войны в Верхнеудинске и Нижней Берёзовке были созданы лагеря для военнопленных. Зимой 1915—1916 годов в Берёзовском лагере содержалось 27 500 военнопленных, в Верхнеудинске — 8500 человек. Лагерь в Нижней Берёзовке был одним из крупнейших в России.
В 1915 году был создан «Комитет по обеспечению нужд беженцев». В совет Комитета вошли: председатель — купец 2-й гильдии Соломон Нахимович Гриф, заведующий хозяйственной частью купец 1-й гильдии Матвей Матусевич Ицкович, казначей Евсей Евоевич Иохвидов и секретарь Герш Идальевич Берлович. Членами общества выступали купцы Моисей Израилевич Родовский, Иуда-Герш Лейбович Фидель и мещане Пейсах Израилевич Родовский, Мерк Исаевич Шистер.
Руководство комитета выделяло значительные суммы денег, предоставляли жилье и работу пострадавшим во время войны.
31 июля 1915 года на Базарной площади (ныне площадь Революции) прошёл первый футбольный матч между командами «Спартак» и «Гладиатор».
В 1916 году в Верхнеудинске работало 27 учебных заведений: реальное училище, частная городская средняя школа, женские гимназия и прогимназия, 11 городских приходских училищ, железнодорожная школа и церковно-приходские училища, еврейская школа. В них обучалось более 2500 учеников.
В 1916 году построено здание Общественного собрания (ул. Ленина, 46).
6 марта 1917 года из представителей партий социал-демократов, эсеров, кадетов и других создан Исполнительный комитет общественных организаций — новый орган власти. Председателем комитета избран бывший член большевистской фракции 2-й Государственной Думы И. А. Петров. В этот же день представителями социал-демократической и эсеровской организаций был создан Верхнеудинский Совет рабочих и солдатских депутатов. Председателем Совета был избран бывший член большевистской фракции 2-й Государственной Думы В. М. Серов, а его заместителем А. М. Буйко. В Верхнеудинске установилось двоевластие.
16 марта 1917 года начала издаваться газета «Известия Исполнительного комитета общественных организаций и Совета рабочих и солдатских депутатов города Верхнеудинска» — совместный орган двух организаций.
19 августа 1917 года прошли выборы в Верхнеудинскую городскую думу на основе пропорционального представительства. Избрано 25 человек: 16 человек от партии эсэров, 3 от социал-демократов, 3 от союза домовладельцев, 3 от еврейской общины, 1 от мусульманского общества, 1 от народно-социалистической партии, и 1 человек, как физическое лицо.
1 декабря 1917 года большевики в Верхнеудинске попытались разоружить казачий отряд атамана Г. М. Семёнова, а самого его арестовать.
23 января 1918 года Верхнеудинский Совет рабочих и солдатских депутатов принял постановление о взятии власти в свои руки. В заседании принимал участие Я. Е. Боград. Верхнеудинский Совет за полгода своего существования упразднил сословия и старые звания, провёл отделение церкви от государства и школы от церкви. В Прибайкалье по примеру центральных губерний были организованы отделы Советов, созданы органы Чрезвычайной комиссии по борьбе с контрреволюцией и саботажем, рабоче-крестьянская милиция. Создавались отряды Красной гвардии. Совет с 7 июня 1918 года издавал газету «Вестник Советов Прибайкалья» (в настоящее время «Правда Бурятии»).
С 16 по 21 марта 1918 года состоялся Второй съезд трудового населения Прибайкалья, поддержавший установление Советской власти.
В конце 1917 года в Маньчжурии атаман Семёнов сформировал особый маньчжурский отряд и начал наступление на Забайкалье. В феврале 1918 года был создан Забайкальский фронт во главе с С. Г. Лазо. В Верхнеудинске расположился штаб тыла Прибайкальского фронта. Руководил штабом П. А. Бризон.
В августе 1918 года начались бои на подступах к городу. 16 августа Центральный исполнительный комитет советов (Центросибирь) эвакуировался из Верхнеудинска в Читу. 18—20 августа шли бои в районе Нижней Березовки. 20 августа город заняли войска белочехов и белогвардейцев.
29 сентября 1918 года в Верхнеудинск прибыли первые эшелоны японских войск. Они расположились в Нижней Берёзовке (ныне микрорайон Вагжанова). Над зданиями вокзала станции Дивизионной и почты были подняты японские флаги. В апреле 1919 года в город вошёл 27-й американский пехотный полк под командованием полковника Морроу (Американский экспедиционный корпус «Сибирь»).
Весной 1919 года в Верхнеудинске подпольной группой РКП(б) был создан Военно-революционный штаб по подготовке вооружённого восстания. Начальником штаба был И. А. Кузнецов-Воронов. В состав штаба входили Г. Петров, Н. Изаксон, С. Маракулин, позднее Н. Зыков и Н. Турошов.
9 мая 1919 года состоялось первое заседание Общества изучения Прибайкалья. При обществе был создан музей — ныне Музей истории Бурятии им. М. Н. Хангалова. Одним из первых поступлений в экспозицию были настенные часы декабриста Н. А. Бестужева, которые он собрал во время каторги в Петровском Заводе.
Во второй половине февраля 1920 года из Иркутска выдвинулась Особая забайкальская группа советских войск. 27 февраля состоялось совещание командного состава войск Красной Армии с представителями Главного военного штаба партизанских отрядов. На совещании было принято решение начать наступление на Верхнеудинск. 29 февраля части Красной Армии совместно с партизанскими отрядами начали наступление и окружили город. К этому времени город уже покинули американские войска, забайкальская «Дикая дивизия» и части каппелевской дивизии. В городе оставались семёновцы и японские войска. Японцам было сделано предложение объявить о своём нейтралитете и покинуть город. Ещё в конце января 1920 года в Верхнеудинске были расклеены объявления за подписью начальника гарнизона интервентов, в котором говорилось, что японцы не будут вмешиваться в гражданскую войну и со своей стороны просят русские войска не нападать на японские караулы. Японские войска покинули город вместе с семёновцами, и 2 марта 1920 года Верхнеудинск был занят войсками Красной армии.
В городе было образовано Временное Верхнеудинское земское правительство или Временная земская власть Прибайкалья.

### Дальневосточная республика
В конце марта 1920 года в селе Бичура начался Учредительный съезд трудящихся и партизан Прибайкалья, в апреле продолжившийся в Верхнеудинске. 6 апреля 1920 года съезд обратился ко всем правительствам и народам мира с декларацией об образовании независимой демократической Дальневосточной республики (ДВР). Было избрано временное правительство ДВР во главе с большевиком A. M. Краснощёковым, которое 14 мая было официально признано правительством РСФСР. Были организованы министерства. Военное министерство возглавил Н. М. Матвеев.
Столицей Дальневосточной республики стал Верхнеудинск. В 1920 году в Верхнеудинск из Кяхты переведено отделение Госбанка.
После захвата Читы большевиками 21 октября 1920 года правительство ДВР из Верхнеудинска переехало в Читу. Верхнеудинск становится центром вновь образованной Прибайкальской области ДВР.
31 октября 1920 года в Верхнеудинске открылся Прибайкальский народный университет (ПНУ). Университет закрылся в ноябре 1922 года в связи с ликвидацией ДВР.
В декабре 1921 года начала издаваться газета «Шэнэ байдал» («Новая жизнь») — орган управления Бурят-Монгольской автономной области ДВР (в настоящее время газета «Буряад унэн»).
С 19 по 28 октября 1922 года в Верхнеудинске проходил Объединённый съезд Корейской коммунистической партии.

### Бурят-Монгольская АССР

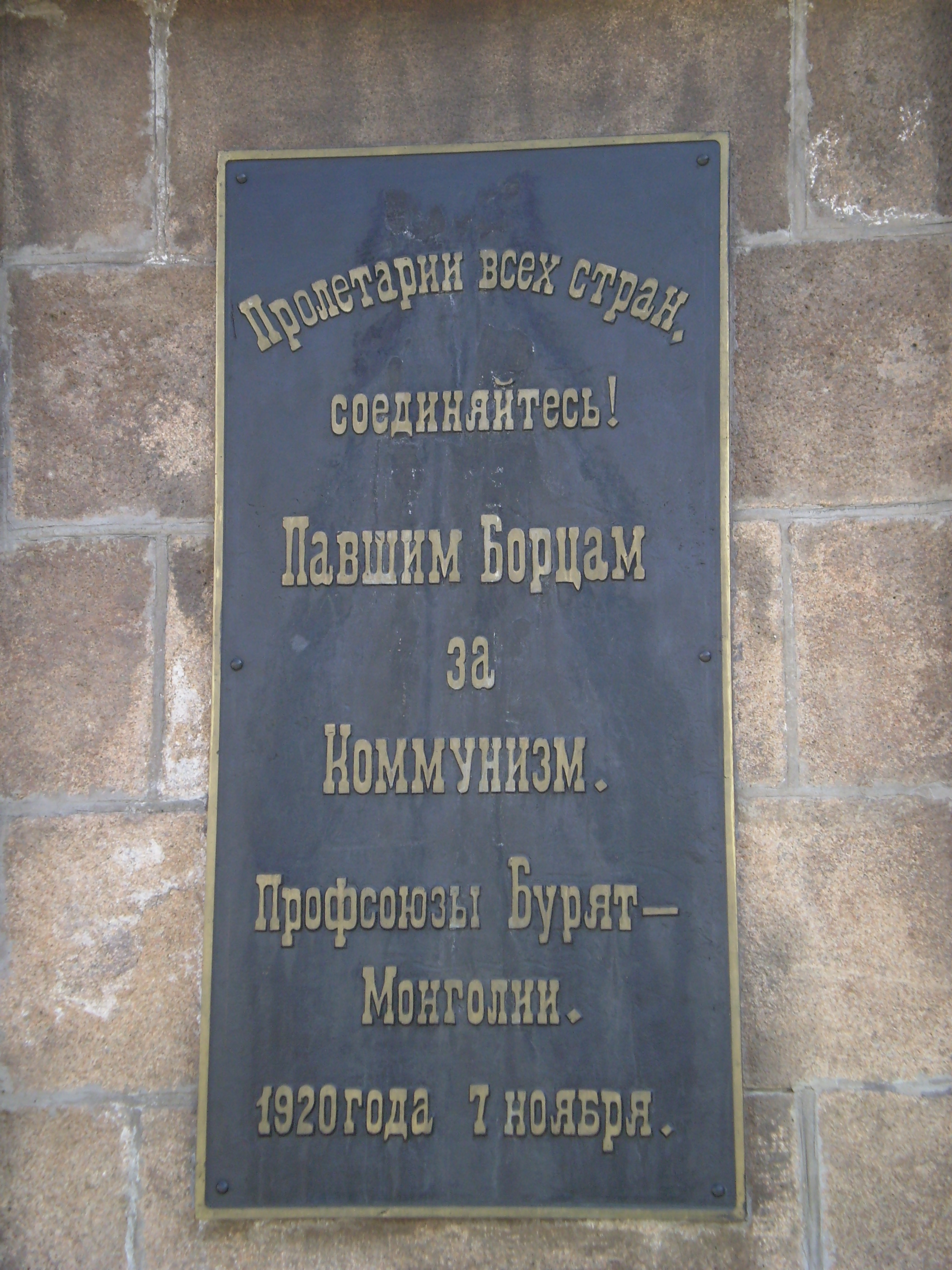
Памятник павшим борцам за коммунизм

После ликвидации ДВР 15 ноября 1922 года Верхнеудинск становится центром Прибайкальской губернии Дальневосточной области РСФСР.
30 мая 1923 года Президиум ВЦИК принял постановление о создании Бурят-Монгольской Автономной Советской Социалистической Республики со столицей в городе Верхнеудинск.
В 1921 году в здании бывшего Реального училища открылся Прибайкальский областной музей. В 1923 году постановлением Бурятского революционного комитета под председательством М. Н. Ербанова музей был реорганизован в Бурят-Монгольский национальный музей (Верхнеудинский краеведческий музей). В настоящее время Музей истории Бурятии (Профсоюзная ул., 29).
10 июня 1922 года в Верхней Берёзовке открылась первая кумысолечебница.
1 июля 1922 года создан Бурятский учёный комитет (Буручком).
В начале 1920-х годов открываются клубы: Межсоюзный, транспортников, ГПУ, Верхнеудинского стеклоделательного завода. В городе проводятся гастроли разных трупп, организованных профсоюзами Рапрофсовета и Дорпрофсожа. С гастролями в городе побывали П. Н. Орленев, Айседора Дункан и её студия, московский Театр Революции и другие. В 1923 году верхнеудинская музыкальная школа преобразована в Верхнеудинский государственный музыкальный техникум.
27 апреля 1923 года в Гарнизонном клубе состоялось первое организационное собрание пионеров. За год работы, к апрелю 1924 года пионерская организация города выросла до 278 человек.
7 декабря 1923 года город посетил шведский путешественник Свен Гедин.
В феврале 1924 года начала издаваться газета «Бурят-Могольский комсомолец» (ныне «Молодёжь Бурятии»).
1 января 1924 года педагогические курсы преобразованы в Бурятский педагогический техникум.
В сентябре 1924 года 5-ю Отдельную кубанскую кавбригаду посетил с инспекцией инспектор РККА С. С. Каменев.
1 февраля 1925 года в Нижней Берёзовке открылась Первая Бурят-Монгольская национальная кавалерийская школа.
1 июля 1925 года на только что построенный аэродром приземлились первые самолёты, ведомые лётчиками М. А. Волковойновым и И. К. Поляковым. Аэродром находился на месте нынешнего республиканского ипподрома.
20 сентября 1925 года в Верхней Берёзовке состоялась демонстрация трактора Фордзон — первого в Бурятии.
В декабре 1925 года в Верхнеудинске прошёл II съезд буддистов Бурятии.
На первомайской демонстрации 1926 года присутствовал китайский маршал Фэн Юйсян.
22 июля 1926 года началось регулярное воздушное сообщение Верхнеудинск — Урга (Монголия). Начали мостить камнем центральную улицу города — улицу Ленина. Начался сбор средств на строительство обелиска на месте казни борцов за свободу (построен в 1928 году).
6 сентября 1926 года в городе началось автобусное движение.
В 1926 году в Верхнеудинске было 190 кустарных и ремесленных мастерских. Из них: 58 сапожных, 36 портновских, 25 слесарных и кузнечных, 11 столовых, 2 прачечных, 8 бань, 19 постоялых дворов и номеров.
9 августа 1927 года на расширенном заседании городской партийной конференции в Межсоюзном клубе (ул. Ленина, 46) выступал представитель Коминтерна М. Рой.
С 1928 года начал свою профессиональную деятельность первый в городе стационарный театр (впоследствии Русский государственный драматический театр им. Николая Бестужева). Город постепенно превращается в центр национальной бурятской культуры.
В 1928 году в Верхнеудинске, Селенгинске, Тарбагатае, и других местах Бурятии проходят съёмки художественного фильма В. И. Пудовкина «Потомок Чингисхана».

### I пятилетка
В 1929 году начала работать радиостанция и судостроительный завод. Создан Бурят-Монгольский институт культуры. Построено здание государственной типографии.
7 августа 1929 года, в соответствии с Постановлением ЦИК и Совета народных комиссаров СССР «Об объединении гидрологической и гидрометеорологической службы в СССР» в городе создан Бурят-Монгольский гидрометеорологический комитет.
Сибирская Советская Энциклопедия (Новосибирск, 1929 год) сообщает, что в Верхнеудинске имеются 2 кинематографа, 4 клуба, театральный зал, библиотека; издаются газеты «Бурят-Монгольская правда» (на русском и бурятском языках), «Скотовод и Пахарь», «Комсомолец» (обе на бурятском языке), журналы «Жизнь Бурятии», «Бурятиеведение», «Соёлын Хубисхал» («Культурная революция»).
В 1930-е годы в городе начинается крупное промышленное строительство.
В 1930 году образован Союз писателей Бурятии, а в 1933 году — Союз художников Бурятии. В 1930 году начал работать Политехникум (ныне Улан-Удэнский базовый медицинский колледж).
В 1931 году завершилось строительство Дома Советов по проекту архитектора А. А. Оля. Построен постоянно действующий радиоузел, в квартирах установлено 700 радиоточек. Начинается строительство нового аэродрома на левом берегу реки Селенги (в настоящее время аэропорт «Байкал»).
В 1931 году основан Агропедагогический институт.
В 1932 году был создан Государственный бурятский театр драмы. 22 августа началось строительство паровозовагоноремонтного завода. Открылся педагогический институт им. Доржи Банзарова и сельскохозяйственный техникум им. М. Ербанова. Радиостанция «РВ-63» начала вещание на республику.

### II пятилетка

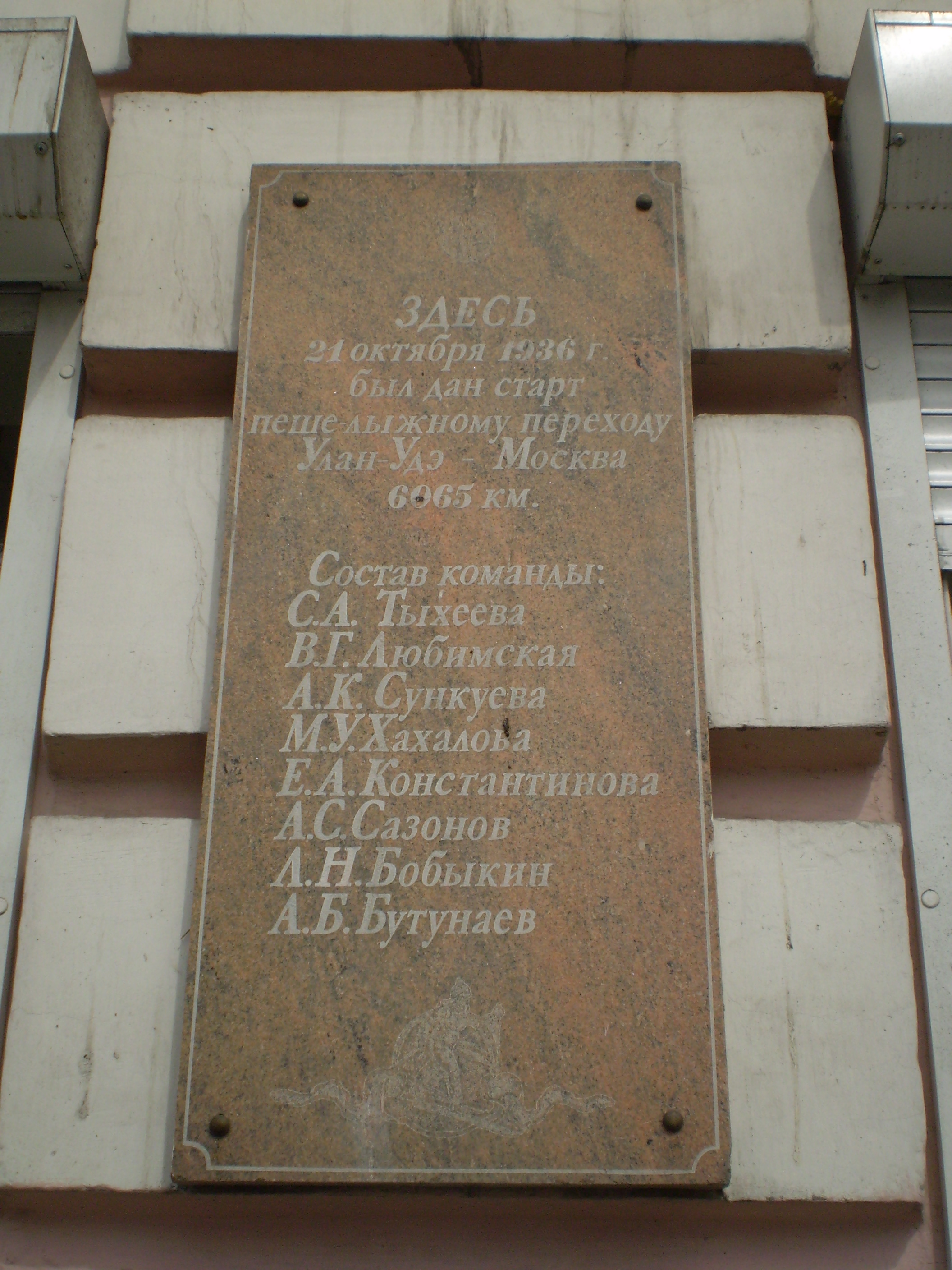
Памятная доска в честь лыжного перехода Улан-Удэ — Москва (21 октября 1936 — 6 марта 1937)

1 октября 1933 года ВЦИК постановил перенести центр Верхнеудинского аймака из города Верхнеудинска в селение Тарбагатай с переименованием Верхнеудинского аймака в аймак «Тарбагатайский».
В 1933 году начала работать первая очередь городской электростанции. 1 июля сдана в эксплуатацию радиостанция ВЭСО-1. Приказом Уполномоченного Восточно-Сибирского Управления связи по Бурят-Монгольской Республике от 1 июля 1933 года организован радиоцентр.
4 февраля 1934 года в здании бывшей синагоги на улице Смолина открылся аэроклуб. В аэроклубе учились будущие Герои Советского Союза П. Т. Харитонов и В. П. Михалёв. Всего с 1935 по 1940 год аэроклуб подготовил около 300 лётчиков.
27 июля 1934 года Верхнеудинск переименован в Улан-Удэ.
В 1934 году началось строительство ТЭЦ-1 мощностью 3350 кВт.
Первый генеральный план застройки Улан-Удэ «Схема распределения территорий г. Улан-Удэ» был разработан в 1934 году проектным институтом Гипрогор (г. Ленинград).
В 1935 году пущены в эксплуатацию мелькомбинат, мясокомбинат, мехстеклозавод, «Механлит» (ныне «Электромашина»), теплоэлектроцентраль (ТЭЦ), кирпичный завод, лесозавод, сапоговаляльная фабрика. Открылся сельскохозяйственный институт.
В 1936 году вместо паромной переправы через реку Селенгу построен автомобильный мост.
1 июня 1936 года создана контора Горводопровода со штатом 23 единицы, в том числе две водораздатчицы. База была организована по адресу улица Ленина, 5.
21 октября 1936 года с площади Революции начался лыжный переход Улан-Удэ — Москва.

### III пятилетка
19 марта 1938 года создана Бурят-Монгольская государственная филармония. В её состав входят три штатных коллектива: симфонический оркестр, смычковый квартет и цирковая колхозная группа. В 1938 году началось строительство авиационного завода.
В этом же году случилось крупное наводнение на реке Уда, которое затопило лесозавод. Вся древесина уплыла вниз по течению и упёрлась в деревянный мост 1906 года постройки, запрудив реку. Вода начала подтапливать низменную часть центра города, поэтом было принято решение взорвать мост.
В 1939 году улицу Ленина покрыли асфальтом, началось строительство водопроводной системы. 20 декабря 1939 года Президиум ЦИК Бурят-Монгольской АССР принял постановление о реорганизации национального драматического театра в музыкально-драматический. Эта дата считается днём рождения Бурятского театра оперы и балета.
В 1940 году начал функционировать общественный транспорт — 19 автобусов по 4 маршрутам. Общая протяжённость маршрутов составляла 29 километров. В Москве прошла декада бурятского искусства. После декады было принято постановление о строительстве в городе Улан-Удэ здания театра оперы и балета.
1 ноября 1940 года создана проектная контора «Бурстройпроект» (современное название — Проектный институт «Бурятгражданпроект»).
15 февраля 1941 года состоялся первый телефонный разговор между Улан-Удэ и Улан-Батором — установлена прямая телефонная связь между СССР и Монгольской народной республикой.

### Великая Отечественная война
После начала войны шесть предприятий Улан-Удэ (паровозовагоноремонтный (ПВЗ), стекольный, авиационный заводы, мясокомбинат и др.) были переключены на военное производство. Улан-Удэнский ПВЗ занимался ремонтом паровозов, товарных и пассажирских вагонов, строил новые паровозы, производил боеприпасы. Улан-Удэнский мясоконсервный комбинат, кроме пищевых продуктов, выпускал до 50 наименований медицинской продукции.
В Улан-Удэ размещаются эвакогоспитали: № 925, 938, 939, 940, 942, 946, 1486, 1487, 1845. В город эвакуирован Харьковский русский драматический театр.
В конце 1941 года в Улан-Удэ была сформирована 97-я стрелковая дивизия под командованием А. А. Щенникова. В 1942 году она была направлена на Западный фронт, где вошла в состав 16-й армии.
В 1944 году был создан Республиканский художественный музей имени Ц. С. Сампилова.
В 1945 году по проекту Улан-Удэнской организации «Сельэлектро» началось строительство берегоукрепляющей дамбы по рекам Уде и Селенге. Строительство завершилось в 1980 году.

### IV пятилетка
В 1946 году начала работать тонкосуконная фабрика.
В 1948 году завершено строительство стадиона, названного в честь 25-й годовщины основания Бурят-Монгольской АССР.
С 1950 по 1955 год главным архитектором «Бурят-монголпроекта» работает Л. К. Минерт.

### V пятилетка
В 1952 году завершилось строительство, по проекту архитектора А. Фёдорова, здания Бурятского театра оперы и балета. Над центральным порталом установлена скульптурная группа «Всадники» с развернутым знаменем. Скульптор — А. И. Тимин. Торжественное открытие театра состоялось 1 мая, премьерный спектакль прошёл 7 ноября 1952 года.
В 1955 году построен Улан-Удэнский молочный завод. Завод перерабатывал до 5 тонн молока в день.
В 1957 году сдан в эксплуатацию новый железобетонный мост через реку Уду, построенный вместо старого деревянного. Началось строительство трамвайных путей. 16 декабря 1958 года сдана в эксплуатацию первая трамвайная линия.
7 июля 1958 года Бурят-Монгольская АССР указом президиума Верховного Совета СССР переименована в Бурятскую АССР. Улан-Удэ становится столицей Бурятской АССР.
В 1958 году основан футбольный клуб «Локомотив».

### Семилетка
10 декабря 1959 года создан Приборостроительный завод по изготовлению авиационного оборудования.
18 июля 1960 года Бурятское геологическое управление открыло Геологический музей (ул. Ленина, 57). Открылся Восточно-Сибирский государственный библиотечный институт (ныне Восточно-Сибирская академия культуры и искусств).
16 мая 1961 года создано Бурятское государственное хореографическое училище (БГХУ).
В июне 1961 года введён в эксплуатацию Улан-Удэнский программный телевизионный центр, а в 1964 году радиоцентр и телецентр были объединены в одно предприятие.
В 1962 году на базе технологического и строительного факультетов сельскохозяйственного института создан Восточно-Сибирский технологический институт.
В 1963 году начала работать фабрика первичной обработки шерсти (ПОШ).

### VIII пятилетка
В 1966 году создан Бурятский научный центр СО РАН.
В 1968 году была открыта Центральная городская библиотека. В 1996 году библиотеке присвоено имя народного писателя Бурятии Исая Калистратовича Калашникова.
В 1968 году завершается строительство нового здания Дома Советов, начатого в 1965 году. Архитекторы А. Р. Вампилов, В. А. Сидоров.

### IX пятилетка

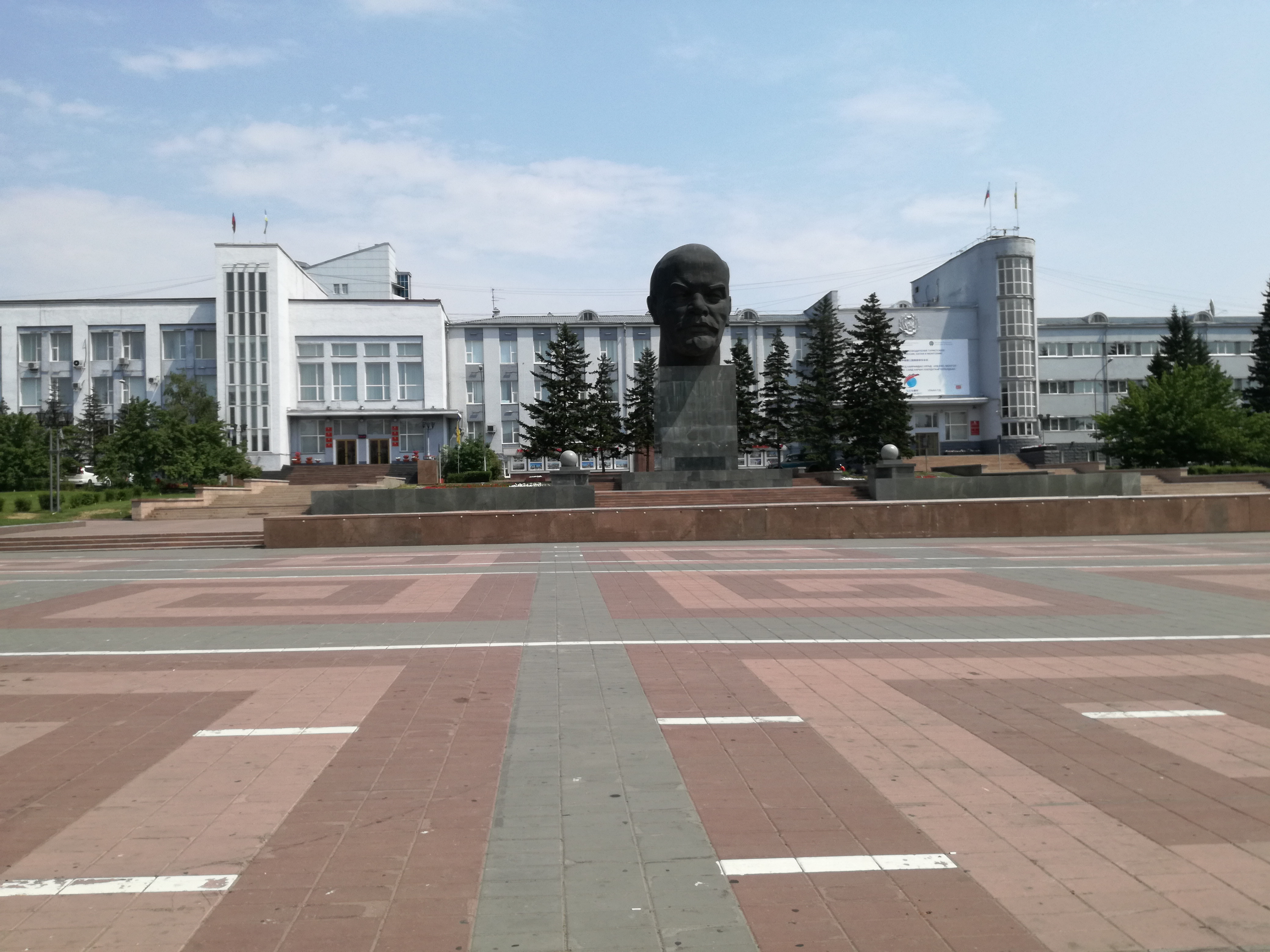
Площадь Советов.

В 1971 году завершена реконструкция центральной площади города — площади Советов. На площади установлен памятник В. И. Ленину. Скульпторы Г. Нерода, Ю. Нерода, архитекторы А. Душкин, П. Зильберман.
5 октября 1971 года посёлок Забайкальский передан из административного подчинения Октябрьского района города Улан-Удэ в Улан-Удэнский район.
В 1973 году открылся Этнографический музей народов Забайкалья.

### X пятилетка
4 июля 1977 года создана Бурятская организация Союза архитекторов России. В 1987 году при организации была создана "Творческая мастерская «Улан-Удэархпроект».
1 сентября 1978 года начала работать Государственная республиканская юношеская библиотека им. Д. Батожабая.

### XI пятилетка
12 июля 1983 года начал работать Музей природы Бурятии (ул. Ленина, 46), созданный на базе отдела природы Верхнеудинского краеведческого музея, основанного в 1923 году.

### XII пятилетка
В 1989 году создан Центр восточной медицины.
В 1990 году городу был присвоен статус «Исторического города России». На государственную охрану поставлено 52 памятника истории, 177 памятников архитектуры и градостроительства, 3 памятника монументального искусства, 1 — археологии, из них 11 памятников федерального значения.

### Постсоветский период
В 1991 году Улан-Удэ посетил Далай-лама XIV.
В 1991 году на базе Байкальского отдела проблем природопользования и отдела социально-экономических исследований БНЦ СО АН СССР создан Байкальский институт рационального природопользования. При реорганизации академических институтов Сибирского отделения РАН в 1997 г. к Байкальскому институту рационального природопользования СО РАН присоединён отдел химии Бурятского института естественных наук, а сам институт переименован в Байкальский институт природопользования СО РАН.
В 1992 году Улан-Удэ становится столицей Республики Бурятия.
В 1992 году начала работать Улан-Удэнская ТЭЦ-2.
В 1995 году впервые проведены выборы мэра города. Главой местного самоуправления избран В. А. Шаповалов. В 1995 году на базе Бурятского государственного педагогического института имени Доржи Банзарова и филиала Новосибирского государственного университета в Улан-Удэ создан Бурятский государственный университет.
В марте 1998 года мэром города избран Геннадий Айдаев.
12 ноября 1999 года городской Совет депутатов утвердил положение о гимне города Улан-Удэ. Автор текста гимна — поэт Даши Дамбаев, композитор — Чингис Павлов. Произведение написано в 1966 году под авторским названием «Улан-Удэ».
Постановлением Администрации города 10 декабря 1999 года создан Музей истории города Улан-Удэ.
В 2000 году построено главное здание буддийского женского дацана «Зунгон Даржалинг»

## XXI век

### 2000-е годы
В июне 2002 года мэр города Г. А. Айдаев переизбран на второй срок путём всеобщих выборов.
20 октября 2005 года Улан-Удэнский городской Совет депутатов утвердил положение о гербе города Улан-Удэ и положение о флаге города Улан-Удэ.
В апреле 2007 года началось строительство нового здания драматического театра им. Н. Бестужева. 2 декабря 2007 года Геннадий Айдаев переизбран мэром Улан-Удэ на третий срок путём всеобщих выборов.
В июле 2009 года открыто новое здание Русского драматического театра (ул. Терешковой, 9а), с фонтаном-каскадом.

### 2010-е годы
В течение трёх лет, с 2010 по 2012 годы в эксплуатацию введены три надземных путепровода: в 2010 году: по улице Трубачеева через улицу Бабушкина; в 2011 году по улице Куйбышева через улицу Балтахинова; и в 2012 году съезд с проспекта Победы на улицу Балтахинова и Удинский мост.
29 июня 2011 года открыт Центральный стадион Республики Бурятия (ул. Кирова, 1) в центре города на 10000 зрителей на набережной Селенги.
В феврале 2012 года введён в строй Физкультурно-спортивный комплекс (ул. Рылеева, 2), принимающий крупные спортивные и культурные мероприятия всероссийского и международного уровня.
В декабре 2012 года новым мэром Улан-Удэ выбран Александр Голков путём выборов из состава депутатов городского совета. Учреждён новый пост сити-менеджера Улан-Удэ, которым назначен Евгений Пронькинов.
В сентябре 2016 года город отметил 350-летний юбилей.
В феврале 2019 года мэр Улан-Удэ Александр Голков подал в отставку. Исполняющим обязанности главы Администрации г. Улан-Удэ назначен Игорь Шутенков. 8 сентября 2019 года Игорь Шутенков победил на выборах мэра города с результатом в 52 %.

### 2020-е годы
10 февраля 2020 года началось строительство межрегионального Центра ядерной медицины. Центр начал работать 21 октября 2022 года В Улан-Удэ открылся межрегиональный центр ядерной медицины.
14 апреля 2020 года началось строительство третьего моста через Уду. Длина моста составит 202 метра, ширина — 26 метров.
28 марта 2022 года закончено строительство самой большой школы в Дальневосточном федеральном округе на 1275 мест.
11 сентября 2023 года за самоотверженность и трудовой героизм жителей города в достижение Победы в Великой Отечественной войне 1941—1945 годов, городу присвоено почетное звание Российской Федерации «Город трудовой доблести».
8 декабря 2023 года началось строительство нового здания Национального театра песни и танца «Байкал».
7 февраля 2024 года началось строительство нового здания Национального музея.